# Heinrich von Rüxleben
Heinrich von Rüxleben (gestorben nach 1490) war ein gräflich-stolbergischer Amtmann.

## Leben und Wirken
Heinrich von Rüxleben stammte aus dem thüringischen Adelsgeschlecht von Rüxleben und trat in den Dienst der im Südharz ansässigen Grafen zu Stolberg, die durch Erbschaft 1429 auch die Grafschaft Wernigerode im Nordharz erhalten hatten. Dort ist Heinrich von Rüxleben erstmals 1472 als Marschall bzw. Amtmann des Amtes Wernigerode nachweisbar. Sein Dienstsitz war das Schloss Wernigerode, das er für die Grafen zu Stolberg verwaltete.
Sein Bruder war der Ritter Caspar von Rüxleben.